# 米滕瓦尔德 (乌克马克县)
米滕瓦尔德（德語：Mittenwalde）是德国勃兰登堡州的一个市镇，隶属于乌克马克县。总面积为23.08平方千米，截至2020年总人口为357人。